# Rap
Rap (rapping či MCing, rýmování, spitting anebo rapování) je typ interpretace poezie. Interpret rytmicky pronáší text, časté jsou rýmy a hra se slovy, a to obvykle na pozadí hudby. Rapování je základním elementem hip-hopu a je úzce spojeno s hip-hopovou kulturou. Rapování může být doprovázeno beatem bez hudebního doprovodu. Rap se někdy používá i v rocku, metalu nebo i v jiných hudebních stylech. Hip-hop je spojení mixované hudby a rapu.
Slovo rap se objevilo již v 16. století v britské angličtině. Později nabylo význam „říct“, pak bylo adaptováno afroamerickou lidovou angličtinou v šedesátých letech ve významu „konverzovat, mluvit“, a již brzy také popisovalo poetický a hudební styl.

## Historie
| Odkaz | Popis                                                                                                   |
| ----- | --- |
|       | Jižanský work song „DollarMamie“ (1939) od Judge „Bootmouth“ Tucker a Alexander „Neighborhood“ Williams |
|       | Spirituál „Deep Down in My Heart“ (1926) od W. M. Givense                                               |

### Kořeny
Kořeny rapu lze hledat v Africe. Dávno předtím, než vznikla hip-hopová hudba, si Grioti ze západní Afriky vyprávěli příběhy rytmickým způsobem za doprovodu bubínků a dalších místních hudebních nástrojů.
Kořeny blues sahají přes work songy (pracovní písně) a spirituály až k hudební tradici západní Afriky. Toto „blues“ bylo  v době kolem zrušení otroctví hráno černými (a někdy i bílými) umělci v oblasti delty Mississippi. Elijah Wald, historik a bluesový hudebník oceněný Grammy, prohlašuje, že blues se rapovalo již v raných dvacátých letech 20. století. Wald rovněž hip-hop označil za „živé blues“. Jazz, který se na začátku 20. století vyvinul z blues a ostatních afroamerických a evropských hudebních elementů, měl přímý dopad na hip hop; ve skutečnosti předchůdcem hip-hopu je jazz, respektive odvětví na pomezí poezie a jazzu – jazz poetry (jazzová poezie), která používá jazzový rytmus a (slovní) improvizaci.
Mluvené slovo jazzové poezie bylo rovněž předchůdcem poezie bítníků. Gil Scott-Heron, hudebník a umělec jazzové poezie, napsal písně jako „The Revolution Will Not Be Televised“ (1971), „H2OGate Blues Part 2: We Beg Your Pardon America“ (1975) či „Johannesberg“ (1975), které ovlivnily mnoho rapperů. Umělci skupiny The Last Poets, kteří byli tvořili politickou poezii již od roku 1969, byli rovněž předchůdci rapu. 
Na přelomu 20. a 21. století americkou hudbu čím dál tím víc ovlivňovala karibská kultura a hudba. Již v roce 1956 DJové „toastovali“ (africká tradice příběhů, které recitovali Grioti) a používali „dabové“ jamajské rytmy. Říkalo se tomu už „rap“. Mezi první rapery pozdějších sedmdesátých let 20. století patřil například DJ Kool Herc. Herc byl jamajský imigrant, který v podstatě navázal na vlnu jamajského toastingu.

### Old school rap
Old school rap/hip hop (1979–2007) je éra „jednoduchých rapovaných písní“. Samozřejmě byly i výjimky, někteří rappeři byli více politicky orientovaní, jako například kreativní Melle Mel ze skupiny The Furious 5 (+ „šestý“ frontman Grandmaster Flash), který se soustřeďoval na socio-politické komentáře.
První komerčně významné skladby z old school éry byly:
- 1979: „King Tim III (Personality Jock)“ (US R&B #26) – Fatback Band
- 1979: „Rapper's Delight“ (US #36, US R&B #4, UK #3) – The Sugarhill Gang
- 1980: „The Breaks“ (US #87, US R&B #4, US Dance #9) – Kurtis Blow
- 1980: „Funk You Up“ (US R&B #15) – The Sequence
- 1981: „Rapture“ (US #1, US Dance #1, UK #5) – Blondie
- 1982: „The Message“ (US #62, US R&B #4, UK #8) – Grandmaster Flash & the Furious Five

Nejvýznamnější umělci v této éře byli the Fat Boys, Kool Herc, Afrika Bambaataa, The Sugarhill Gang, The Treacherous Three, Funky 4 + 1, Fab 5 Freddy a Grandmaster Flash & The Furious Five.

### Zlatý věk
Zlatý věk hip hopu (konec 80. a začátek 90. let 20. století) byl dobou drastických změn v textech hip-hopu. Tato „zlatá éra“ končila v letech 1993 až 1994, kdy skončilo období s nejinovativnějšími texty.
Nejvýznamnější umělci v této éře byli Run-D.M.C., Beastie Boys, A Tribe Called Quest, Wu-Tang Clan, Boogie Down Productions, Public Enemy, De La Soul, The Fat Boys, Doug E. Fresh, N.W.A., Jungle Brothers, Big Daddy Kane, Queen Latifah, Ice Cube, Salt N Pepa, 2Pac, The Notorious B.I.G., Dr. Dre. Caesar, RawG a další.

### Pozdější autoři
Později největší úspěch zaznamenali rappeři, jako jsou Eminem, Lil Wayne, Kendrick Lamar nebo také tzv. mumble rappeři jako Lil Peep,  XXXTENTACION,  Juice WRLD

## Zajímavosti
Někteří hiphopoví umělci nepoužívají techniky samplování, syntetické hudební nástroje ani bicí stroje, příkladem mohou být The Roots a Rage Against the Machine.